# Mydas autuorii
Mydas autuorii är en tvåvingeart som beskrevs av Andretta 1951. Mydas autuorii ingår i släktet Mydas och familjen Mydidae. Inga underarter finns listade i Catalogue of Life.